# Bussières-et-Pruns
Bussières-et-Pruns ist eine Gemeinde mit 504 Einwohnern (Stand: 1. Januar 2022) im zentralfranzösischen Département Puy-de-Dôme in der Region Auvergne-Rhône-Alpes. Die Gemeinde gehört zum Arrondissement Riom und zum Kanton Aigueperse.

## Lage
Bussières-et-Pruns liegt etwa 15 Kilometer nordöstlich von Riom. Das Gemeindegebiet wird vom Fluss Buron durchquert. Umgeben wird Bussières-et-Pruns von den Nachbargemeinden Montpensier im Norden, Effiat im Norden und Nordosten, Saint-Clément-de-Régnat im Osten, Thuret im Südosten, Aubiat im Süden und Südwesten sowie Aigueperse im Westen.

## Bevölkerungsentwicklung
| Jahr                       | 1962 | 1968 | 1975 | 1982 | 1990 | 1999 | 2008 | 2013 |
| Einwohner                  | 396  | 382  | 320  | 333  | 347  | 306  | 393  | 432  |
| Quellen: Cassini und INSEE |      |      |      |      |      |      |      |      |

## Sehenswürdigkeiten

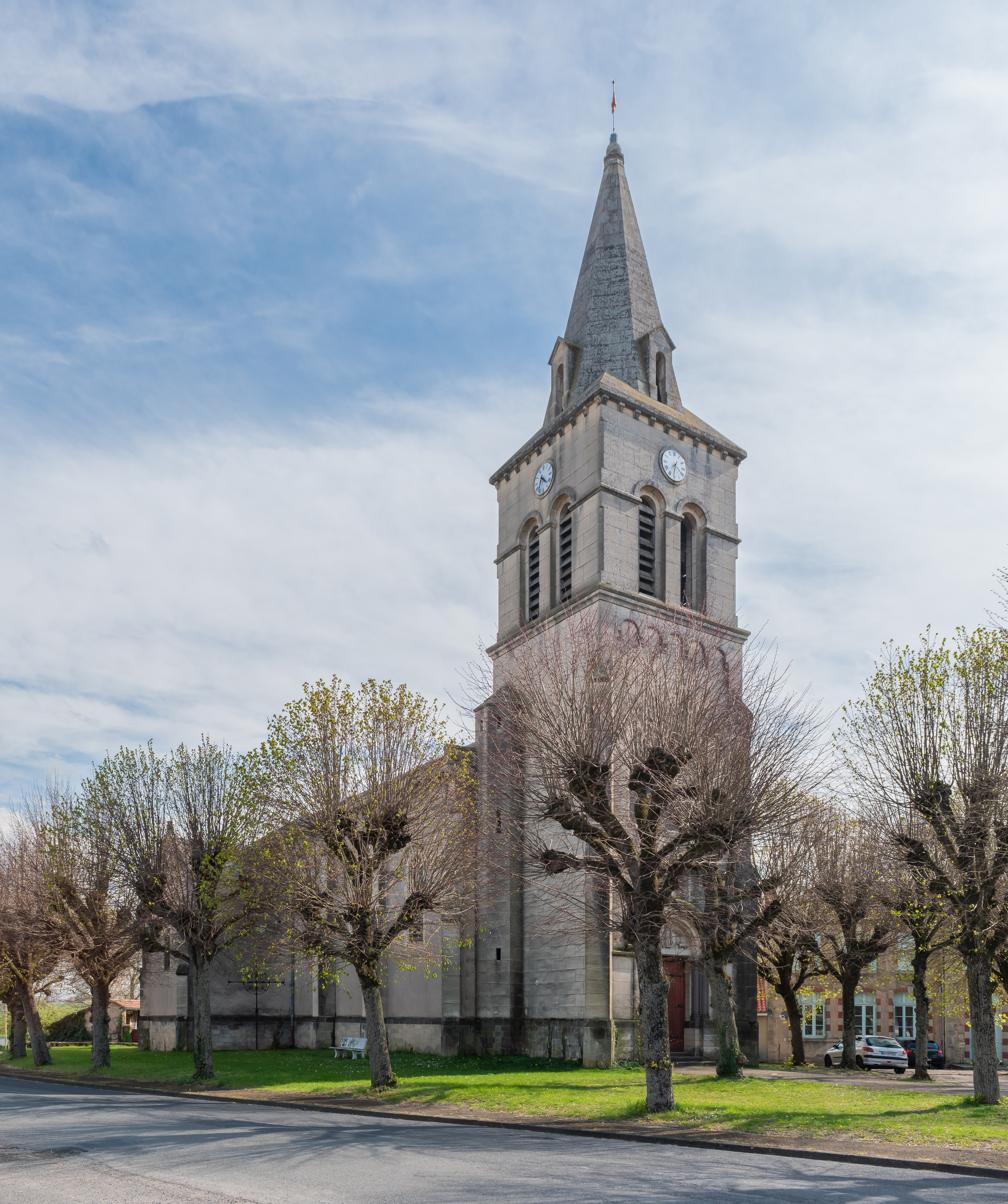
Kirche

- Kirche